# Friedel Heuwinkel
Friedel Heuwinkel (* 14. Juni 1950 in Oesterholz-Haustenbeck) ist ein deutscher Politiker (CDU) und war von 1999 bis 2015 Landrat des Kreises Lippe.

## Leben und Beruf
Heuwinkel machte eine Ausbildung zum Landwirt und bestand 1977 die Meisterprüfung.  Seitdem führt er seinen Familienbetrieb. Seit 1976 ist Heuwinkel Mitglied der CDU. Von 1989 bis 1997 war er ehrenamtlicher Bürgermeister und von 1997 bis 1999 hauptamtlicher Bürgermeister seiner Heimatgemeinde Schlangen.
Von 1994 bis 1997 war er stellvertretender Landrat des Kreises Lippe, von 1999 bis 2015 Landrat. Als Befürworter eines Nationalparks Teutoburger Wald stand er 2012 im Mittelpunkt einer heftigen Kontroverse in der Region.
Friedel Heuwinkel ist Träger des Steinheimer Rosenmontagsordens, der u. a. auch an Bundespräsident Frank-Walter Steinmeier und den Informationstechniker Jürgen Jasperneite verliehen wurde.
Seit Oktober 2018 ist Heuwinkel Präsident des Verbands Deutscher Naturparke.